# Ángel Garó
Ángel Manuel Paredes Hortelano (La Línea de la Concepción, província de Cadis, 12 de gener de 1965), conegut com a Ángel Garó, és un actor, i humorista espanyol.
En les seves actuacions, sovint recorria a l'ús de personatges amb personalitats variades dels quals destacaven Juan de la Cosa, Chikito Nakatone, Pepe Itárburi, Maruja Jarrón i Maruchi principalment durant la seva participació en el programa televisiu Un, dos, tres... responda otra vez.

## Carrera
Ángel Garó inicia els seus estudis de Art Dramàtic als 10 anys, alternant-los amb activitats totes elles de caràcter artístic: pintura, escultura, poesia, etc. Als 14 entra en el grup teatral Candilejas per a més tard continuar Art Dramàtic a la Escola Municipal de Teatre dirigida per l'actor Augusto García Flores. És aquí on despunta com rapsode oferint recitals allí on era requerit. Marxa a Madrid i és becat per la professora Cristina Rota, iniciant així una carrera com monologuista.
La seva primera aparició en televisió va ser el 1989, en el programa Pero ¿esto qué es?, realitzant una actuació en la qual va mostrar una imitació de Lola Flores i un prototip del posterior personatge de Chikito Nakatone, aquí anomenat Chikago Mipeo. La popularitat li va arribar el 1991 per les seves intervencions en el concurs Un, dos, tres... responda otra vez i amb el seu espectacle Personas humanas.
En 1992, Garó va entrar al Guinness World Records en haver doblat al castellà, ell sol, els 32 personatges de la pel·lícula FernGully: The Last Rainforest,a més de realitzar la pràctica totalitat dels efectes sonors presents en la cinta, un assoliment que fins avui cap altre actor de doblatge ha aconseguit igualar.
Ha actuat en importants teatres de tot Espanya com: el Teatro Cervantes, de Màlaga, el Nuevo Teatro Alcalá, el Teatro Calderón (Madrid), el Gran Teatro de Córdoba, el Gran Teatro (Huelva), el Teatro Gayarre, el Teatro Bretón de los Herreros, el Teatro Romea (Múrcia), el Teatro Filarmónica, el Teatro Florida, el Teatro Principal (Burgos), el Teatro Emperador (León)…
També ha regentat un Restaurant-Museu, La Casa del Ángel (Màlaga), on es barrejaven obres d'important valor artístic (la seva col·lecció compta amb més de quatre-centes obres d'art des del segle xv fins al segle XX) amb plats de cuina andalusina. Actualment, ja no regenta el restaurant del qual continua sent propietari (actualment denominat El Palco); i la sevau col·lecció artística s'ha traslladat a La Casa de la Juventud d'Estepona, oberta al públic.
En 2008 protagonitzà el videoclip de la famosa cançó del trio sevillà Son de Sol anomenada "Veneno" de l'àbum "Directo A Ti", el videoclip fou gravat en el hotel Guadalpin Byblos en abril de 2008.

## Col·laboracions
Destaca el seu treball en els següents programes, entre molts altres:
- 2018: Gran Hermano VIP 6
- 2018:  Ven a cenar conmigo: Summer Edition. 2n lloc
- 2017: Sálvame[7]
- 2017: Viva la vida
- 2017: Deluxe
- 2015: La Alfombra Roja Palace
- 2011: El gran debate
- 2007: Territorio comanche
- 2006: Feliz 2006. ¡Pásalo!
- 2006: Sábado Noche
- 2005-2006: Ankawa
- 2005: ¿Dónde estás, corazón?
- 2005: Mira quién baila. 5è lloc[8]
- 2004 Con la primera al 2005
- 1999-2004: Noche de fiesta
- 2002: Con la primera al 2003
- 2001-2001: Tiempo al tiempo
- 2000-2001: Humor se escribe con h
- 2000-2001: Waku waku
- 2001: Furor
- 1998-2000: ¿Qué apostamos?
- 2000: ¿Quién dijo miedo?
- 1999: Curso del 99
- 1998-1999: Risas y estrellas
- 1999: Todo en familia
- 1997-1998: Espejo secreto
- 1997: Especial Nochevieja 1997: Seguimos siendo la primera
- 1996-1997: El Semáforo
- 1994: Gala TP de Oro 1994
- 1994: La tarda és nostra
- 1994: Tal cual
- 1991-1993: Un, dos, tres... responda otra vez
- 1992-1993: De tú a tú
- 1992: Para ti... con Jacqueline de la Vega
- 1991: Juego de niños
- 1989-1991: Pero... ¿esto qué es?

## Actor de doblatge
- 2001: Emperador Kuzco, protagonista d' El emperador y sus locuras
- 1994: Stanley, protagonista de El jardín mágico de Stanley
- 1992: Todo el reparto en FernGully: Las Aventuras de Zak y Crysta

## Autor i actor de teatre
- 2015 Úh!
- 2013 En esencia
- 2011 En la línea de mis sueños
- 1995 En off
- 1994 Personas humanas
- 1989 Un estreno en Broadway

## Actor de teatre
- 2012 Coprotagonista an la sarsuela Desde Sevilla a Triana, per Pablo Sorozábal
- 2009 Protagonista en Como te mueras te mato, per Rafael Pence
- 2005 Personatge de Toribio a la sarsuela La canción del olvido, per José Serrano Simeón

## Actor a curtmetratges
- 2006: Nadie te mira, de Jorge Agó
- 2005: A la sombra, d'Ezequiel Montes

## Altres col·laboracions
- 2013: Copresentador al Carnaval de Las Palmas de Gran Canària
- 2008: Actor al videoclip del grup Son de Sol, en la cançó Venenoí
- 2005: Pintura a l'oli per al cartell del XVIII Cicle de Tertúlies Confrares Frente a la Tribuna
- 2002: Pregoner dels Hombres de trono
- 1999: Escriptor de Màlaga de mi pasión

## Premis
- 2010 Premio nacional de teatro Posada de las Ánimas
- 2008 Premi Perséfone a la trajectòria, atorgat per El Club de Medios
- 2004 Premi reconeixement a la seva personalitat Estrella Costa del Sol
- 1997 Premi literari Farola de Málaga
- 1997 Premio reconocimiento a su personalidad Puerta de Andalucía
- 1994 Nominat als TP d'Or 1994 en la categoria de presentador
- 1992 Semifinalista als Fotogramas de Plata en la categoria Millor actor de televisió
- 1989 Premi de teatre Colombino de Oro, atorgat per la revista colòmbiana New Magazine